# Gudrun Beckmann
Gudrun Beckmann (* 17. August 1955 in Düsseldorf) ist eine ehemalige deutsche Schwimmerin, die für die Bundesrepublik Deutschland startete. Sie gewann 1972 zwei olympische Bronzemedaillen.

## Leben
Gudrun Beckmann startete bis 1975 für die DSV-Schule Max Ritter Saarbrücken und wechselte dann zum SSF Bonn. Bei den Olympischen Spielen 1972 in München verbesserte sie über 100 Meter Schmetterling den (west)deutschen Rekord auf 1:04,15 Minuten und wurde damit Siebte. Die deutsche 4-mal-100-Meter-Freistilstaffel in der Besetzung Jutta Weber, Heidemarie Reineck, Gudrun Beckmann und Angela Steinbach gewann Bronze hinter den Staffeln aus den USA und der DDR. Ebenfalls Bronze gewann sie mit der 4-mal-100-Meter-Lagenstaffel in der Besetzung Silke Pielen, Verena Eberle, Gudrun Beckmann und Heidemarie Reineck.
1973 fanden in Belgrad die ersten Schwimmweltmeisterschaften statt. Die Freistilstaffel gewann in der gleichen Besetzung wie in München Bronze hinter der DDR und den USA. Nach einem sechsten Platz über 100 Meter Schmetterling gewann sie eine zweite Bronzemedaille mit der Lagenstaffel in der Besetzung Angelika Grieser, Petra Nows, Gudrun Beckmann und Jutta Weber. Bei den Europameisterschaften 1974 in Wien und bei den Schwimmweltmeisterschaften 1975 in Cali wurde Beckmann jeweils Siebte über 100 Meter Schmetterling. 1976 bei den Olympischen Spielen in Montreal erreichte Beckmann nicht das Finale und schied auch mit der Lagenstaffel im Vorlauf aus. In der Freistilstaffel wurde sie nur im Vorlauf eingesetzt.
Für ihre sportlichen Leistungen wurde sie am 11. September 1972 mit dem Silbernen Lorbeerblatt ausgezeichnet.
Gudrun Beckmann wurde 1973, 1974, 1975 und 1977 Deutsche Meisterin über 100 Meter Schmetterling.